# Joachim Conrad (Theologe, 1961)
Joachim Conrad (* 16. Oktober 1961 in Saarbrücken) ist ein deutscher Theologe und Hochschullehrer, evangelisch-lutherischer Pfarrer, Sachbuchautor und Herausgeber.

## Leben
Joachim Conrad wurde am 16. Oktober 1961 in Saarbrücken als drittes Kind der Eheleute Adolf Jakob Conrad (1929–1999) und Wilma Luise geb. Herrmann (1934–2013) geboren. Mit seinen Schwestern Irmhild (* 1957) und Sigrid (1960–2013) wuchs er im Saarbrücker Stadtteil Gersweiler auf. Nach seinem Abitur am Saarbrücker Ludwigsgymnasium im Jahre 1981 studierte er bis 1986 Theologie, zunächst in seiner Geburtsstadt an der Universität des Saarlandes, dann in Wuppertal an der Kirchlichen Hochschule Wuppertal, in Heidelberg an der Ruprecht-Karls-Universität sowie in Bonn an der Rheinischen Friedrich-Wilhelms-Universität. Sein erstes Theologisches Examen legte er 1986 ab, sein zweites 1988. Mit seinem Engagement bei der Gründung des Heimatkundlichen Vereins Gersweiler 1983 und seinem Eintritt in den Historischen Verein für die Saargegend 1987 wurden Weichen für sein landeskundliches Interesse gestellt.

## Beruf
Nach seinem Vikariat in Dudweiler 1986 bis 1988 wechselte Conrad als Pastor im Hilfsdienst ins saarländische Kölln (Püttlingen, Köllerbach, Walpershofen) im Köllertal, wo er in der spätgotischen Martinskirche (Köllerbach) am 24. September 1988 durch Synodalassessor Hartmut Richter ordiniert wurde. Er absolvierte 1994 eine Klinische Seelsorgeausbildung und arbeitete seitdem nebenamtlich bis 2009 als Krankenhausseelsorger am Knappschaftskrankenhaus Püttlingen. Ebenfalls ab 1994 ging Conrad bis 2005 einem Lehrauftrag an der Püttlinger Krankenpflegeschule für Ethik und Anthropologie nach.
Seit seinem Weggang von Dudweiler ist Joachim Conrad in Kölln geblieben und leitet seit 1996 mit einer ganz kurzen Unterbrechung die Geschicke der Gemeinde. Die Martinskirche, eines der bedeutendsten Baudenkmäler mit dem größten gotischen Deckengemälde des Landes, wurde in sieben Bauabschnitten saniert, ebenso die mittelalterliche Kirchhofmauer. Im Jahre 2020 wurde das dreiteilige Stahlgeläut von 1907 durch ein vierteiliges Bronzegeläut ersetzt. Martinskirche und Friedhof sind eingebettet in den Pfarrer-Rug-Park, den das ev. Pfarrhaus, das ev. Gemeindehaus und katholisches Schwesternhaus umgeben. Am Jugendstilpfarrhaus, Baujahr 1909, wurde das Fachwerk wieder freigelegt; das barocke Gemeindehaus, Baujahr 1741, erhielt sein historisches Aussehen zurück. Sogar der 12 m tiefe Brunnen im Pfarrhof wurde wieder erneuert. Dafür erhielt die Kirchengemeinde im Jahr 2016 den Landesdenkmalpflegepreis. In der Würdigung heißt es: „Viele haben hierzu beigetragen, aber mein Lob wäre unvollständig, ohne hier ausdrücklich auf den Pfarrer der Martinskirche hinzuweisen, auf Pfarrer Prof. Dr. Joachim Conrad. Umfang und Qualität der Inwertsetzungen wurden wesentlich durch ihn zur denkmalpflegerischen Werthaltung, was er durch zahlreiche wissenschaftliche Beiträge zum Bau und seiner Geschichte eindrucksvoll unterstreicht.“ 2002 wurde Joachim Conrad maßgeblicher Mitbegründer und erster Präses der Stiftung Ev. Martinskirche zu Kölln. Unzählige Konzerte, Buchvorstellungen und Ausstellungen hat er in der Kirche organisiert, u. a. auch die 775-Jahr-Feier der ersten urkundlichen Erwähnung 1998 und die 400-Jahr-Feier der Renaissancekanzel im Jahre 2000.
Joachim Conrad sorgte als Vorsitzender des Presbyteriums dafür, dass am 20. April 1998 ein neuer Kindergarten in Walpershofen gebaut wurde. Die neue Orgel der Fa. Mayer, Heusweiler, wurde am 24. Juli 2005 in der ev. Kirche in Walpershofen in Dienst gestellt. Die Kirche selbst wurde im Jahr 2020 innen vollständig saniert. Im Jahre 2018/19 wurde das Gemeindehaus in Walpershofen saniert; ins Souterrain zog das Evangelische Zentralarchiv Saar ein. Die Fenster des ehemaligen Gemeindezentrum Püttlingen, die am Erntedankfest 1993 nach Conrads Entwürfen mit den Motiven „Abraham im Hain von Mamre“ und „Emmaus“ von Ralf Krömer grafisch umgesetzt und in Metz-Woippy erstellt worden waren, schmücken heute das Foyer des Gemeindehauses.

## Wissenschaft und Lehre
Während seines Vikariates studierte Joachim Conrad von 1986 bis 1988 interessehalber Geschichte in Saarbrücken, jedoch ohne Abschluss. Während er in den Jahren von 1993 bis 2002 einem Lehrauftrag „[…] für Liturgik und Hymnologie in den regionalen C-Kursen“ nachging, promovierte er 1994 an der Universität Heidelberg zum Thema Richard Gölz (1887–1975). Der Gottesdienst im Spiegel seines Lebens. Im selben Jahr wurde er von der Theologischen Fakultät Marburg mit dem Hans-Werner Surkau-Preis ausgezeichnet.
Er übernahm ab 1998 und bis 2011 einen Lehrauftrag für Liturgik, Hymnologie, Kirchenkunde und Kirchenrecht an der Hochschule für Musik Saar und habilitierte sich währenddessen im Jahr 2001 an der Universität Heidelberg über „Die Himmelfahrt Christi“. 1998 übernahm Conrad die Aufgaben eines Ständigen Beraters des Jahrbuchs für Liturgie und Hymnologie. Von 1998 bis 2001 absolvierte er eine Ausbildung zum Coach in „Liturgischer Präsenz“ bei Thomas Kabel. Als Conrad von 2002 bis 2005 einen Lehrauftrag für Praktische Theologie an der Universität Heidelberg wahrnahm, bot er für Studierende zahlreiche praxisnahe Kurse an.
Am 6. November 2004 wurde Joachim Conrad nach Saarbrücken umhabilitiert und übernahm Lehrveranstaltungen in Kirchengeschichte und Regionalgeschichte. Am 3. März 2010 erfolgte seine Ernennung zum außerplanmäßigen Professor. Seine zahlreichen Veröffentlichungen wurden in einer Bibliografie publiziert. Zu seinem 50. Geburtstag fand ein wissenschaftliches Symposion über „Martin von Tours“ in Uhrmachershaus in Püttlingen statt. Zum 60. Geburtstag veröffentlichten seine Doktoranden eine 600 Seiten starke Anthologie mit 28 Beiträgen in der Reihe „Mitteilungen des Historischen Vereins für die Saargegend“.
Joachim Conrad ist verantwortlich für vier kleine Reihen: 1.) Quellen zu Geschichte des Köllertals (bislang 9 Bände), 2.) Veröffentlichungen aus dem evangelischen Pfarrarchiv Gersweiler (bislang 3 Bände), 3.) Veröffentlichungen des Presbyteriums der Kirchengemeinde Kölln (bislang 10 Bände) und 4.) Beiträge zur evangelischen Kirchengeschichte der Saargegend (bislang 10 Bände). Seine Bibliografie weist (Stand 2025) 20 Monografien, 50 Editionen, 5 Bibliografien, 228 Aufsätze, 224 Lexikonartikel, 22 Festschriften und 134 Miscellen aus.

## Kirchliche Arbeit Alpirsbach
Nachdem Joachim Conrad während seines Studiums bereits 1983 erstmals an einer Alpirsbacher Woche teilgenommen hatte und von 1985 bis 1986 als Presbyter der evangelischen Kirchengemeinde in Gersweiler tätig war, wo sein Konfirmator Hans-Klaus Heinz als Pfarrer wirkte, der durch Kirchenmusikdirektor Karl Rahner zur Kirchlichen Arbeit Alpirsbach fand, wurde er 2002 zum Mitglied im Leitungskreis der Kirchlichen Arbeit Alpirsbach. berufen und 26. April 2012 zum Vizepräses gewählt. Am 6. Oktober 2023 schied er aus den Ämtern aus. Für die Neuedition des Alpirsbacher Antiphonales bis dahin zuständig für die Formulierung der Gebete und Präfationen.
Auf den Alpirsbacher Wochen, die mehrmals jährlich als gregorianische Singwochen mit theologischem Studium stattfinden, engagiert er sich seit drei Jahrzehnten als Prediger in den Morgengebeten und Messen, aber auch als Rector studiorum mit Seminaren zur irischen Kirchengeschichte, zu den Kreuzzügen, zur Reformation, zur Kirchenmusik und zur Geschichte der Alpirsbacher Arbeit. Zum 70-jährigen Bestehen legte er eine voluminöse wissenschaftliche Festschrift vor. Auch ordnete er der Archivbestand der Kirchlichen Arbeit Alpirsbach in Stuttgart.

## Ehrenämter in Kirchenkreis, Kirchenkreisverband und Landeskirche
Von 1994 bis 1998 arbeitete Conrad ehrenamtlich als Synodalbeauftragter für Sekten- und Weltanschauungsfragen im Kirchenkreis Völklingen mit. 1996 wurde er in die Leitung des Kirchenkreises gewählt und war zuletzt bis 2020 Synodalassessor. Für den Kirchenkreis war er federführend beteiligt an der Gründung des Verbundes ev. Kindertageseinrichtungen im Saarland; er gehörte dem Vorstand von 2011 bis 2016 an. Auf Ebene der saarländischen Kirchenkreise Ottweiler, Saarbrücken und Völklingen sowie des Kirchenkreisverbandes An der Saar gehört er bis 2020 den Leitungsorganen an.
Seit 2004 ist Conrad Synodalarchivpfleger, erst nur des Kirchenkreises Völklingen, dann auch des Kirchenkreises Saarbrücken und seit 2009 des neu gegründeten Kirchenkreises Saar-West. Zahlreiche Archivordnungen von Kirchenkreisen, Kirchengemeinden, Werken und Verbänden hat er selbst durchgeführt. Seit 2019 ist er Leiter des Evangelischen Zentralarchivs an der Saar. Joachim Conrad gehört zu den Gründungsmitgliedern des Saarländischen Archivverbandes.
Dem Verwaltungsrat des Evangelischen Stiftes St. Arnual gehört er seit 2004 an und erfüllt die Aufgaben des Stiftsarchivars. In dieser Funktion sorgte für die Erfassung der Bestände des Stiftes im Landesarchiv Saarbrücken durch Sabine Penth und für den Auftrag zur Erstellung der Regesten. Gemeinsam mit Torben Burkart verzeichnete er die wiederaufgefundene Stiftsbibliothek. Das Stift delegierte ihn in den Schulverein des Ludwigsgymnasiums. Er sorgte für die Katalogisierung der historischen Schulbibliothek [gemeinsam mit Christian Hirtz] bzw. des Bestandes „Schulverein“. Von 2013 bis 2017 gehörte Conrad dem Kuratorium der Stiftung Ludwigskirche Saarbrücken an. Von 1996 bis 2009 gehörte er der Rheinischen Landessynode als stellv. Mitglied bzw. Mitglied an, von 1997 bis 2021 der EKD-Synode als stellv. Mitglied.

## Andere Ehrenämter
Von 1997 bis 2000 engagierte sich Joachim Conrad im Anstaltsbeirat der Justizvollzugsanstalt in Neunkirchen/Saar. Im Verein „Ökumenischer Eine-Welt-Laden Püttlingen e.V.“ übernahm er in den Jahren 2003-2016 regelmäßig den Vorsitz.
Seit 2000 gehört Joachim Conrad dem Rotary-Club Völklingen an; er war der erste, der zweimal die Präsidentschaft (2008/09 und 2014/15) innehatte und jedes Mal einen Französisch-Concours für die Völklinger Gymnasien organisierte. Für die 40-jährige und für die 50-jährige Charterfeier legte er in den wissenschaftlichen Reihe „Fulcolingas“ die Festschrift vor; er ordnete das Clubarchiv und übergab es als Depositum dem Stadtarchiv Völklingen. Mit Studienreisen nach Irland, Rom, Schottland, an die Loire, nach Dresden, Sizilien, Weimar und Burgund förderte er die Arbeit des Clubs.
2004 wurde Joachim Conrad zum Mitglied der Kommission für Saarländische Landesgeschichte gewählt; gemeinsam mit dem Universitätsarchivar Wolfgang Müller fungiert er seit 2009 als Kassenprüfer. Nachdem die ehemalige Ministerin für Bildung, Familie, Frauen und Kultur und spätere Ministerpräsidentin des Saarlandes Annegret Kramp-Karrenbauer bereits 2007 das Buchprojekt Saarländische Biografien für unterstützungswürdig eingestuft hatte, zeichnete Joachim Conrad als Initiator von Anfang an für das Online-Projekt Saarland Biografien verantwortlich, welches durch Beiträge namentlich genannter Autoren stetig anwächst.
Joachim Conrad lebt und arbeitet im saarländischen Püttlingen.

## Ehrungen (Auswahl)
- 1994: Hans-Werner Surkau-Preis der Theologischen Fakultät Marburg
- 2007: Paul Harris-Fellow von Rotary International
- 2008: Ankerkreuz in Gold[43] für Verdienste um die Stadt Püttlingen
- 2010: Paul Harris-Fellow von Rotary International mit einem Safir[1]
- 2014: Paul Harris-Fellow von Rotary International mit zwei Safiren
- 2015: Paul Harris-Fellow von Rotary International mit drei Safiren
- 2017: Paul Harris-Fellow von Rotary International mit vier Safiren
- 2019: Paul Harris-Fellow von Rotary International mit fünf Safiren
- 2019: Verdienstkreuz am Bande des Verdienstordens der Bundesrepublik Deutschland
- 2023: Paul Harris-Fellow von Rotary International mit sechs Safiren

## Festschriften
- Anne Katharina Pfeifer/Steffen M. Luba (Hrsg.): „Des vielen Büchermachens ist kein Ende“ (Koh. 12,12). Eine Bibliographie (= Veröffentlichungen des Presbyteriums der Kirchengemeinde Kölln Bd. 9), Püttlingen 2006.
- Martin von Tours – Krieger – Bischof – Heiliger. Kolloquium zum 50. Geburtstag von Prof. Dr. theol. Joachim Conrad (= Universitätsreden, 96), hrsg. von der Universität des Saarlandes, Saarbrücken 2013.
- Torben Burkart / Heiko Forstmann / Andreas Ganster (Hrsg.): „…sol anhalten mit lesen, ermahnen, mit lehren“. Eine Anthologie mit Beiträgen zur evangelischen Kirchengeschichte an der Saar zum 60. Geburtstag von Joachim Conrad (= Mitteilungen des Historischen Vereins für die Saargegend, Bd. 2), Saarbrücken 2021.

## Schriften (Auswahl)
- Stefan Flesch, Joachim Conrad, Thomas Bergholz (Hrsg.): Mönche an der Saar. Die mittelalterlichen Ordensniederlassungen im saarländisch-lothringischen Grenzraum[44], Saarbrücken: Minerva-Verlag Thinnes und Nolte, 1986; Inhaltsverzeichnis als PDF-Dokument.
- Joachim Conrad (Hrsg.): Burgen und Schlösser an der Saar[45], 3., erweiterte und neu gestaltete Auflage, Saarbrücken, Minerva-Verlag u. a., 1993, ISBN 3-477-00088-9.
- Richard Gölz (1887–1975). Der Gottesdienst im Spiegel seines Lebens.[46] Mit einigen Notenbeispielen (= Veröffentlichungen zur Liturgik, Hymnologie und theologischen Kirchenmusikforschung, Bd. 29), zugleich Dissertation 1993/94 an der Universität Heidelberg, Göttingen: Vandenhoeck und Ruprecht, 1995, ISBN 3-525-57192-5.
- Die Himmelfahrt des Herrn. Praktisch-theologische Erwägung zu einem verklingenden Fest (= Heidelberger Studien zur praktischen Theologie, Bd. 3), zugleich Habilitationsschrift 2001 an der Universität Heidelberg, Münster; Hamburg; London: Lit, 2002, ISBN 3-8258-5848-0.
- Joachim Conrad (Hrsg.): Die Protokolle der alten Kreissynode Saarbrücken. 1835–1897 (= Schriftenreihe des Vereins für Rheinische Kirchengeschichte, Bd. 160), 2 Bände, Bonn: Habelt Verlag, 2002, ISBN 3-7749-3157-7.
- Liturgie als Kunst und Spiel. Die kirchliche Arbeit Alpirsbach 1933–2003 (= Heidelberger Studien zur praktischen Theologie, Bd. 8), Münster; Hamburg; London: Lit Verlag, 2003, ISBN 3-8258-6792-7.
- Joachim Conrad u. a. (Hrsg.): Evangelisch am Rhein. Werden und Wesen einer Landeskirche. Evangelische Kirche im Rheinland (= Schriften des Archivs der Evangelischen Kirche im Rheinland, Nr. 35), hrsg. im Auftrag des Ausschusses für Rheinische Kirchengeschichte, mit einer CD-ROM, Düsseldorf: Archiv der Evangelischen Kirche im Rheinland, 2007, ISBN 978-3-930250-48-6 und ISBN 3-930250-48-9; Inhaltsverzeichnis und Inhaltstext.
- Joachim Conrad (Hrsg.): Wiege einer Stadt. Forschungen zur Martinskirche im Alten Brühl von Völklingen[47], Saarbrücken: Geistkirch Verlag 2010, ISBN 978-3-938889-91-6.
- Joachim Conrad, Martin Meiser (Hrsg.): Evangelische Profile der Saargegend. Festgabe für Friedrich Wilhelm Kantzenbach[48] (= Beiträge zur evangelischen Kirchengeschichte der Saargegend, Bd. 2), Saarbrücken: Geistkirch Verlag 2012, ISBN 978-3-938889-26-8.
- Zwischen Bekenntnis und Ideologie. 100 Lebensbilder des rheinischen Protestantismus im 20. Jahrhundert [gemeinsam mit Thomas Martin Schneider und Stefan Flesch], Ev. Verlagsanstalt Leipzig 2018, ISBN 978-3-374-05617-0.
- Joachim Conrad verfasste zahlreiche Artikel im Biographisch-Bibliographischen Kirchenlexikon (BBKL).
- Die evangelische Martinskirche in Köllerbach und ihre Gemeinde. Festschrift zur 800-Jahr-Feier der ersten urkundlichen Erwähnung, hg. von Joachim Conrad im Auftrag der Stiftung Evangelische Martinskirche zu Kölln in Zusammenarbeit mit Maurice Jelinski, Rainer Knauf und Eberhard Krauss, Saarbrücken: Geistkirch Verlag 2022, ISBN 978-3-949983-26-9.
- Joachim Conrad: „… dass ich Euch gebe Zukunft und Hoffnung“ (Jer. 29,11). 150 Jahre Alt-Katholische Pfarrgemeinde Saarbrücken 1874-2024, Geistkirch Verlag Saarbrücken 2024, ISBN 978-3-949983-26-9.
- Joachim Conrad verfasste zahlreiche Artikel im Biographisch-Bibliographischen Kirchenlexikon (BBKL).